# Saint-Amans-de-Pellagal
Saint-Amans-de-Pellagal é uma comuna francesa na região administrativa de Occitânia, no departamento de Tarn-et-Garonne. Estende-se por uma área de 14,51 km². Em 2010 a comuna tinha 219 habitantes (densidade: 15,1 hab./km²).